# 야마가타 차량 센터
야마가타 차량 센터(일본어: 山形車両センター)는 일본 야마가타현 야먀가타 시에 있는 차량 사업소이다. 일본 고속 철도 신칸센을 운행하는 신칸센 E3계 전동차와 일본 전철 동일본여객철도 701계 전동차, 동일본여객철도 719계 전동차, 키하 101형 디젤 동차의 정비 및 관리를 담당한다.

## 업무
- 신칸센 E3계 전동차, 동일본여객철도 701계 전동차, 동일본여객철도 719계 전동차, 키하 101형 디젤 동차 중정비 및 관리